# تازه‌کند علی‌آباد
تازه کندعلی‌آباد /تازه کندقاسم خان /، روستایی از توابع بخش مرکزی شهرستان مراغه در استان آذربایجان شرقی ایران است.

## جمعیت
این روستا در دهستان سراجوی شمالی قرار دارد و براساس سرشماری مرکز آمار ایران در سال ۱۳۸۵، جمعیت آن ۳۵۶ نفر (۷۷خانوار) بوده‌است.